# Jacopo da Milano
Pour les articles homonymes, voir da Milano.
 (avril 2025).
La mise en forme du texte ne suit pas les recommandations de Wikipédia : il faut le « wikifier ».
Les points d'amélioration suivants sont les cas les plus fréquents :
- Les titres sont pré-formatés par le logiciel. Ils ne sont ni en capitales, ni en gras.
- Le texte ne doit pas être écrit en capitales (les noms de famille non plus), ni en gras, ni en italique, ni en « petit »…
- Le gras n'est utilisé que pour surligner le titre de l'article dans l'introduction, une seule fois.
- L'italique est rarement utilisé : mots en langue étrangère, titres d'œuvres, noms de bateaux, etc.
- Les citations ne sont pas en italique mais en corps de texte normal. Elles sont entourées par des guillemets français : « et ».
- Les listes à puces sont à éviter, des paragraphes rédigés étant largement préférés. Les tableaux sont à réserver à la présentation de données structurées (résultats, etc.).
- Les appels de note de bas de page (petits chiffres en exposant, introduits par l'outil «  Source ») sont à placer entre la fin de phrase et le point final[comme ça].
- Les liens internes (vers d'autres articles de Wikipédia) sont à choisir avec parcimonie. Créez des liens vers des articles approfondissant le sujet. Les termes génériques sans rapport avec le sujet sont à éviter, ainsi que les répétitions de liens vers un même terme.
- Les liens externes sont à placer uniquement dans une section « Liens externes », à la fin de l'article. Ces liens sont à choisir avec parcimonie suivant les règles définies. Si un lien sert de source à l'article, son insertion dans le texte est à faire par les notes de bas de page.
- La présentation des références doit suivre les conventions bibliographiques. Il est recommandé d'utiliser les modèles {{Ouvrage}}, {{Chapitre}}, {{Article}}, {{Lien web}} et/ou {{Bibliographie}}. Le mode d'édition visuel peut mettre en forme automatiquement les références.
- Insérer une infobox (cadre d'informations à droite) n'est pas obligatoire pour parachever la mise en page.

Pour une aide détaillée, merci de consulter Aide:Wikification.
Si vous pensez que ces points ont été résolus, vous pouvez retirer ce bandeau et améliorer la mise en forme d'un autre article.
Jacopo « Giacomo » da Milano (traduit en français par certains auteurs « Jacques de Milan ») est un frère franciscain ayant vécu à la toute fin de la seconde moitié du XIIIe siècle et qui aurait été selon certaines études un lecteur à Milan, au grand nord de la péninsule Italienne. De ce fait, la vie de Jacopo da Milano se place directement dans la fin du tout premier siècle de la création de l'Ordre des Frères mineurs ; ordre mise en place par Saint François d’Assise au début de ce dernier. Sa date de naissance et celle de sa mort sont inconnues. Son nom ayant resté longtemps dans l’oubli, Jacopo da Milano s’est révélé être l’auteur originel du Stimulus Amoris (en), un ouvrage pseudo-bonaventurien écrit en latin et paru dans les mêmes années. Cependant, sa profession exacte au sein de l’Ordre des Frères mineurs, sa vie et son identité précise restent à se jour fortement débattues dans l’historiographie malgré quelques pistes de réflexions qui furent proposées au fil des derniers siècles. 

## Son Œuvre

### Synthèse des grands thèmes du Stimulus Amoris
La pensée mystico-théologique de Jacopo da Milano comme exposée dans son Stimulus Amoris – seul texte pouvant nous informer sur le sujet –, est intimement liée à la pensée franciscaine et, plus particulièrement, à la pensée de son modèle Saint Bonaventure a qui, jusqu’au début du XIXe siècle, fut attribué l’œuvre susdite. En somme, Jacopo da Milano, tout du long de ses écrits, prône un mysticisme (chevauchant l’ascétisme) aboutissant jusqu’à la mortification et le rejet complet et définitif de soit. De ce fait, ce dernier encourage et ordonne les hommes voulants se rapprocher de Dieu a adopter une vision de l’être poussant à une destruction de l’égo.
« L’amour de soi empêche l’acquisition de l’amour de Dieu ; plus l’un est recherché, plus l’autre est abandonné. Aussi, afin de pouvoir aimer Dieu parfaitement, il faut nous haïr nous-mêmes. Et vous avez une véritable haine de vous-mêmes quand vous désirez de tout votre cœur être foulé aux pieds d’autrui, être réputé très vil, être fouetté, repoussé, réduit presque à rien, quand vous attribuez à tout cela peu de valeur, quand vous vous délectez dans ces injures et vous vous consolez dans vos tribulations, quand enfin vous souhaitez que les hommes vous abreuvent et qu’ils vous croient dignes de ces injures et de ces tribulations. » (Chapitre XIXe)
Or, la pensée philosophico-théologique de Jacopo da Milano ne s’arrête pas seulement qu’à un rejet complet de soit. En effet, ce dernier propose, toujours dans ses écrits, un véritable parcours de méditation ayant pour but l’abandon morale de la chair amenant à une participation de plus en plus progressive du lecteur à la Passion telle que vécu par le Christ lors de la crucifixion, seul moyen afin d’atteindre une parfaite conformité avec ce dernier. De ce fait, Jacopo da Milano se place en continuité avec la conflictualité de la chair et de la pureté qui fut, dans les touts premiers temps, au fondement même de la pensée franciscaine telle qu’elle fut introduite par Saint François d’Assise au début du XIIIe siècle.
« O passion désirable! ô mort admirable! Quoi de plus étonnant que la mort donne la vie, que des plaies apportent la guérison, que le sang blanchisse et purifie, qu’une douleur vive mène à une douceur extraordinaire, que l’ouverture du côté joigne le cœur au cœur! Ne cessons pas d’être stupéfaits, de voir le soleil obcurci [sic] éclaircir plus que de coutume, le feu éteint brûler davantage, une passion ignominieuse rendre glorieux. Ce qui est vraiment merveilleux c’est que le Christ assoiffé sur la croix procure l’ivresse, qu’il donne, lui nu, les vêtements de la vertu ; ses mains clouées à la croix nous délient, ses pieds transpercés nous font courir ; en rendant le souffle il inspire la vie, en mourant sur le bois il nous invite au ciel. » (Chapitre XIVe)
De surcroît, comme mentionné ci-dessus, le principal modèle de Jacopo da Milano fut le théologien et philosophe franciscain Saint Bonaventure. De ce fait, bon nombre d’idée qui forme la pensée de ce dernier se retrouve presque mot pour mot dans le Stimulus Amoris. L’une de ces idées qu’explore le théologien et qui est quasiment calquée par Jacopo da Milano dans l’explication de sa pensée est celle concernant la contemplation de Dieu. En effet, le concept de la contemplation se retrouve dans plusieurs chapitres du Stimulus Amoris et en est l’un de ses aspects les plus importants. Ainsi, Jacopo da Milano met un point d’honneur dans son éducation à mettre en relation la vie contemplative et le rapprochement avec le divin en décrivant cela comme d’un outil permettant la perfection continue de l’âme vers Dieu. Comme de fait, cette notion du mysticisme se retrouve à plusieurs reprises dans l’œuvre de Saint Bonaventure et ce, surtout dans son ouvrage Legenda maior où ce concept est largement et en détail décrit, expliquant la nature de la contemplation ainsi que des méthodes employées afin d’atteindre un tel état d’esprit et de communion avec le Père.
« Si vous voulez parvenir au repos de la contemplation, appliquez-vous à enraciner en vous ces trois choses : Premièrement, tâchez de ne jamais offenser votre Créateur et reconnaissez que cependant vous et les autres vous l’offensez chaque jour ; puis regrettez profondément vos crimes, déplorez absolument ceux des autres comme s’ils vous étaient personnels, pleurez-les chaque jour si possible et à ce souvenir cherchez plutôt à vous attrister qu’à vous réjouir, considérez que nous ne sommes pas dans le temps de la joie mais celui de l’affliction. Ce sera en effet beaucoup si, après avoir offensé gravement notre Dieu par nos péchés, nous pouvons l’apaiser par les larmes de notre vie entière. » (Chapitre IVe.)

### L'importance de son oeuvre à travers les siècles

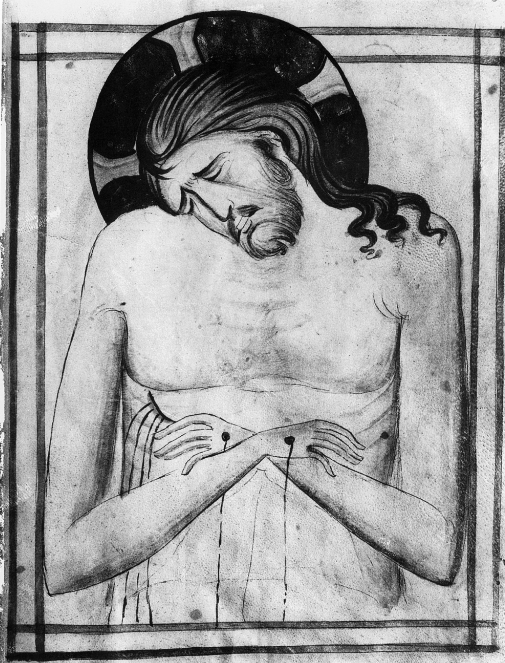
Ici, une représentation occidentale de l’Homme de douleurs (représentation normalement byzantine) présente dans le Supplicationes variae, ce dernier semblant avoir été inspiré par l’une des visions du chapitre XIV du Stimulus Amoris : « Ô blessures très amoureuses de Notre-Seigneur Jésus-Christ! Une fois je pénétrai en elles, les yeux ouverts et mes yeux furent remplis de sang et n’y voyant plus goutte je commençai à m’avancer en tâtant des mains jusqu’à ce que je parvinsse aux entrailles intimes de sa charité. J’en fus alors entouré de toute part et je ne pus revenir. Aussi j’habite là ; je me nourris des mêmes aliments que lui, je m’enivre de son breuvage. J’éprouve là tant de douceur que je ne puis l’expliquer ».

L’intérêt porté envers son oeuvre, et ce dès la fin du XIIIe et début du XIVe siècle, n’attendit pas afin de se manifester. Dès la parution du Stimulus Amoris, le texte fut un succès considérable chez les copistes et les érudits franciscains ; les copies de la version original étant recensées à 90 pour environ 147 citations. Si, ci-haut, il y est mentionné « version original », c’est car l’histoire de la transmission du Stimulus Amoris est parsemée de modifications et d’ajouts. En effet, l’œuvre de Jacopo da Milano fut – de par la nature abrupte de sa « fin » – à moult reprises complété au fil des siècles ; les admirateurs de Jacopo da Milano ajoutant à leur tour des chapitres et des citations dans leur copie, chose qui amena les historiens à nommer Stimulus maior ces susdites versions modifiées. De surcroît, l’influence du texte de Jacopo da Milano se trouve aussi en la multitude de traduction dont ce dernier fut l’objet, dont la traduction italienne produite par Nicolò Malermi  – ayant, auparavant, été le premier à réaliser une traduction complète de la Bible en italien, au XVe siècle. Toujours au XVe siècle, sous le mouvement de la  renaissance, une traduction manuscrite anglaise fut surface : Pricking of Love (à ne pas confondre avec The Goad of Divine Love (1642), première impression officielle en anglais du Stimulus Amoris ; ayant fait polémique lors de la contre-réforme en Angleterre).
Or, l’influence du texte de Jacopo da Milano dépassa largement le monde des érudits et des traducteurs, ayant été lui-même l’objet de citation et de modèle. Comme mentionné dans le paragraphe précédent, le Stimulus Amoris fut à d’innombrable reprises cité, que ce soit directement ou maladroitement. Un exemple célèbre de ce phénomène se trouve dans un ouvrage retrouvé à Gênes et rédigé en latin : le Supplicationes variae. Ce cryptique manuscrit, daté de 1293, contient, de par ses thèmes et pastiches, plusieurs références à Jacopo da Milano, sans citer son nom ou son oeuvre directement – le manuscrit du Supplicationes variae contenant presque mot par mot le chapitre XIV et XV du Stimulus Amoris ; le reste de l’ouvrage semblant être plus ou moins original. De surcroît, l’oeuvre de Jacopo da Milano semble avoir été une importante source d’inspiration pour l’iconographie chrétienne occidentale, comme en témoigne toujours le Supplicationes variae, dont les gravures et enluminures semblent avoir été directement inspirés par certaines visions décrites par l’auteur du Stimulus Amoris.

## Zones d'ombres concernant l'existance de Jacopo da Milano

### Hypothèses et pistes de réflexions sur son identité; sa vie privée et professionnelle
Les hypothèses et pistes de réflexions concernant l’identité de Jacopo da Milano sont nombreuses et reflètes le grand peu d’information que possède l’historiographie au sujet de sa vie, de son véritable nom, de sa date de naissance jusqu’à celle de sa mort. Même si la plupart de ces susdites hypothèses et pistes de réflexions se perdent dans leur nombre, certaines d’entre-elles ont réussi à sortir du lot même si restant toutes aussi contestées les unes que les autres. 

#### Premier hypothèse: l'auteur duSumma Contra Hereticos
En ce qui concerne ces susdites hypothèses, l’une d’entre-elle tante de relier l’identité de Jacopo da Milano à celle d’un autre Jacopo, à savoir Jacopo « Jacques » Capellis. Selon cette hypothèse, Jacopo da Milano serait non seulement l’auteur du Stimulus Amoris, mais aussi l’auteur de l’ouvrage anti-cathare Summa Contra Hereticos. Ainsi, cela ferait donc de ce dernier une importante figure dans la lutte au catharisme, s’opposant donc au concept du manichéisme tel qu’introduit d’orient par, notamment, les Bogomiles venant s’installer dans les Balkans entre le Xe et XIe siècle. Cependant, bien loin de faire l’unanimité dans l’historiographie moderne et contemporaine, cette piste est souvent mise de côté de par son manque de preuve qui ne serait basé que sur quelques coïncidences. 

#### Second hypothèse: Jacopo da Milano et leMemoriale
Une autre hypothèse, cependant, avancé par certains érudits relierait, une fois de plus, Jacopo da Milano à un autre Jacopo, cette fois-ci Jacopo Colonna. Selon cette hypothèse, cela ferait de Jacopo da Milano un ancien archevêque de la ville de Pise en Italie ayant participé à plusieurs conclaves au cour de son office et ayant été donné, quelque temps avant sa mort, l’office de diacre à S. Maria en 1306. De plus, toujours selon le principe que cette hypothèse tient du réel, cela ferait aussi de l’auteur du Stimulus Amoris celui qui, accompagné de huit autres franciscains de l’Ordre des frères mineurs, aurait approuvé et jugé comme étant « orthodoxe » l’oeuvre de la sœur Angèle de Foligno Memoriale, au tout début du XIVe siècle.

#### Troisième hypothèse: Jacopo da Milano chez Salimbene de Adam
Une autre hypothèse et piste de réflexion concernant la véritable identité de Jacopo da Milano se base principalement sur les chroniques réalisées par l’auteur franciscain Salimbene de Adam au XIIIe siècle. Cette susdite hypothèse irait relier le personnage de Jacopo da Milano avec l’un de ses homonymes apparaissant dans les chroniques, c’est-à-dire Giacomo (ou encore Jacopo) da Milano. Ainsi, toujours selon cette hypothèse, cela ferait de Jacopo da Milano un proche serviteur de Gregorio di Montelongo, un légat apostolique de la première moitié du XIIIe siècle, ayant vécu et travaillé auprès de ce dernier jusqu’à la mort de celui-ci. De plus, un certain passage au sein des chroniques de Salimbene de Adam fait intervenir un autre personnage, aussi nommé Gregorio, comme étant un proche ami et collègue du Jacopo da Milano présenté dans le chapitre.

#### Quatrième hypothèse: Lecteur à Domodossola, au XIVe siècle
Cet hypothèse, concernant moins l’identité de Jacopo da Milano que son lieu résidentiel et professionnel, ferait le rapprochement entre lui et l’un de ses multiples homonymes. Cette hypothèse et piste de réflexion relierait l’auteur du Stimulus Amoris à un autre Jacopo da Milano, un lecteur en la commune de Domodossola, en le couvent de S. Francesco ; dans les années 1305. L’argument de cette hypothèse serait un acte notarial dans laquelle un certain « Iacobus de Mediolano » y serait cité : « Frater Iacobus de Mediolano lector suprascripte domus et conventus ». Ainsi, cela voudrait dire que Jacopo da Milano aurait passé le restant de ses jours à Domodossola, après avoir quitté Milan (sa ville de résidence, d’où la particule : « de Milan »).
1. ↑  Aussi connu comme « Jacobus Mediolanensis » ; voir ici d’autres formes d’orthographes :

« Jacobus, Mediolanensis, active 13th century », Library Of Congress, http://id.loc.gov/authorities/names/no98082715.
2. 1 2  Jacques de Milan, L’Aiguillon d’Amour (Stimulus Amoris) : traité d’ascétisme longtemps attribué à Saint Bonaventure composé par le Fr. Jacques de Milan, traduit en français par le P. Ubald d’Alençon, Paris, Ancienne Librairie Poussielgue, 1910, p. 6,

https://gallica.bnf.fr/ark:/12148/bpt6k66534b/f8.item.texteImage.
3. 1 2 3 4 5 6  John B. Dillon, « Jacopo da Milano », Medieval Italy : an Encyclopedia, Hoboken : Taylor and Francis, 2004, p. 573, https://ebookcentral.proquest.com/lib/uqam/detail.action?docID=1138441.
4. ↑  M. Arondel,  J. Bouillon, J. Le Goff, J. Rudel, Rome et le Moyen Age jusqu’en 1328, France, Bordas, Collection d’Histoire Louis Girard, 1966, p. 286.
5. 1 2 3 4 5  Silvia Mostaccio, « GIACOMO from Milan », Trecanni : Biographical Dictionary of Italians, vol. 54, 2000, https://www.treccani.it/enciclopedia/giacomo-da-milano_(Dizionario-Biografico)/.
6. ↑  Jacques de Milan, L’Aiguillon d’Amour (Stimulus Amoris) : traité d’ascétisme longtemps attribué à Saint Bonaventure composé par le Fr. Jacques de Milan, traduit en français par le P. Ubald d’Alençon, Paris, Ancienne Librairie Poussielgue, 1910, p. 6-7,

https://gallica.bnf.fr/ark:/12148/bpt6k66534b/f8.item.texteImage.
7. ↑  Jacques de Milan, L’Aiguillon d’Amour (Stimulus Amoris) : traité d’ascétisme longtemps attribué à Saint Bonaventure composé par le Fr. Jacques de Milan, traduit en français par le P. Ubald d’Alençon, Paris, Ancienne Librairie Poussielgue, 1910, p. 117,

https://gallica.bnf.fr/ark:/12148/bpt6k66534b/f8.item.texteImage.
8. ↑  Jacques Le Goff, Saint François d’Assise, Paris, Gallimard, Folio histoire, 2014, p. 174 à 229, https://shs.cairn.info/saint-francois-d-assise--9782070456871?lang=fr.
9. ↑  Jacques de Milan, L’Aiguillon d’Amour (Stimulus Amoris) : traité d’ascétisme longtemps attribué à Saint Bonaventure composé par le Fr. Jacques de Milan, traduit en français par le P. Ubald d’Alençon, Paris, Ancienne Librairie Poussielgue, 1910, p.81,

https://gallica.bnf.fr/ark:/12148/bpt6k66534b/f8.item.texteImage.
10. ↑  Jacques de Milan, L’Aiguillon d’Amour (Stimulus Amoris) : traité d’ascétisme longtemps attribué à Saint Bonaventure composé par le Fr. Jacques de Milan, traduit en français par le P. Ubald d’Alençon, Paris, Ancienne Librairie Poussielgue, 1910, p. 32-35,

https://gallica.bnf.fr/ark:/12148/bpt6k66534b/f8.item.texteImage.
11. ↑  Joshua Benson, « Bonaventure », Stanford Encyclopedia of Philosophy, éd. 2023, https://plato.stanford.edu/entries/bonaventure/#pagetopright.
12. ↑  Jacques de Milan, L’Aiguillon d’Amour (Stimulus Amoris) : traité d’ascétisme longtemps attribué à Saint Bonaventure composé par le Fr. Jacques de Milan, traduit en français par le P. Ubald d’Alençon, Paris, Ancienne Librairie Poussielgue, 1910, p. 32, https://gallica.bnf.fr/ark:/12148/bpt6k66534b/f8.item.texteImage.
13. ↑  [...] pour ce qui est du Stimulus maior, le nombre de copie manuscrite est recensé à plus de 221 ;Pour en savoir davantage :

Clare Kirchberger, The Goad of Love, Londres, London : Faber and Faber, 1952, p. 13-44.
14. ↑  Clare Kirchberger, The Goad of Love, Londres, London : Faber and Faber, 1952, p. 13-44.
15. ↑  Edoardo Barbieri, « MALERBI, Nicholas », Trecanni : Biographical Dictionary of Italians, vol. 68, 2007, https://www.treccani.it/enciclopedia/nicolo-malerbi_(Dizionario-Biografico)/.
16. ↑  Allan F. Westphall, « The Franciscan Stimulus Amoris in Counter-Reformation Controversy: the Recusant Goad of Divine Love, Douai 1642 », Franciscan Studies, vol.79,  2021, p. 259-286, https://www.jstor.org/stable/27110930.
17. 1 2  Amy Neff, « An Aristocratic Copy of a Mendicant Text: James of Milan's Stimulus amoris in 1293 », Franciscan Studies, vol.65,  2007, p. 235-250, https://www.jstor.org/stable/41975427.
18. ↑  Giovanni Gonnet, « Note sur la « Summa contra hereticos » de Jacques Capellis (milieu XIIIe siècle) », Heresis : revue d'hérésiologie médiévale, CNEC Centre René Nelli, n.20, 1993, p.3-5
19. ↑  « COLONNA, Giacomo (ca. 1250-1318) », The Cardinals of the Holy Roman Church : Biographical Dictionary, https://cardinals.fiu.edu/bios1278.htm#Colonna.
20. ↑  MCGUINN, Bernard, The flowering of mysticism : men and women in the new mysticism, New York : Crossroad, Claremont school of theology, 1998, p. 143-144.
21. ↑  Salimbene de Adam, The Chronicle of Salimbene de Adam, trans. Joseph L. Baird, Giuseppe Baglivi, and John Robert Kane, Medieval & Renaissance Texts and Studies, 1986, p. 391, https://archive.org/details/baird-salimbene/page/n3/mode/2up.

### Monographies savantes et ou scientifiques
ARONDEL, M., BOUILLON, J., LE GOFF, J., RUDEL, J., Rome et le Moyen Age jusqu’en 1328, France, Bordas, Collection d’Histoire Louis Girard, 1966, 352p.
DE ADAM, Salimbene, The Chronicle of Salimbene de Adam, trans. Joseph L. Baird, Giuseppe Baglivi, and John Robert Kane, Medieval & Renaissance Texts and Studies, 1986, 710p. https://archive.org/details/baird-salimbene/page/n3/mode/2up.
DE MILAN, Jacques, L’Aiguillon d’Amour (Stimulus Amoris) : traité d’ascétisme longtemps attribué à Saint Bonaventure composé par le Fr. Jacques de Milan, traduit en français par le P. Ubald d’Alençon, Paris, Ancienne Librairie Poussielgue, 1910, 157p.,https://gallica.bnf.fr/ark:/12148/bpt6k66534b/f8.item.texteImage.
KIRCHBERGER, Clare, The Goad of Love, Londres, London : Faber and Faber, 1952, 223p.
LE GOFF, Jacques, Saint François d’Assise, Paris, Gallimard, Folio histoire, 2014, 304p.
https://shs.cairn.info/saint-francois-d-assise--9782070456871?lang=fr.

MCGUINN, Bernard, The flowering of mysticism : men and women in the new mysticism, New York : Crossroad, Claremont school of theology, 1998, 526p.

### Articles provenant de revue savante et ou d'ouvrages de référence
BARBIERI, Edoardo, « MALERBI, Nicholas », Trecanni : Biographical Dictionary of Italians, vol. 68, 2007, https://www.treccani.it/enciclopedia/nicolo-malerbi_(Dizionario-Biografico)/.
B. DILLON, John, « Jacopo da Milano », Medieval Italy : an Encyclopedia, Hoboken : Taylor and Francis, 2004, p. 573,
https://ebookcentral.proquest.com/lib/uqam/detail.action?docID=1138441.
BENSON, Joshua, « Bonaventure », Stanford Encyclopedia of Philosophy, éd. 2023, https://plato.stanford.edu/entries/bonaventure/#pagetopright.
« COLONNA, Giacomo (ca. 1250-1318) », The Cardinals of the Holy Roman Church : Biographical Dictionary, https://cardinals.fiu.edu/bios1278.htm#Colonna.
F. WESTPHALL, Allan, « The Franciscan Stimulus Amoris in Counter-Reformation Controversy: the Recusant Goad of Divine Love, Douai 1642 », Franciscan Studies, vol.79,  2021, p. 259-286, https://www.jstor.org/stable/27110930.
GONNET, Giovanni, « Note sur la « Summa contra hereticos » de Jacques Capellis (milieu XIIIe siècle) », Heresis : revue d'hérésiologie médiévale, CNEC Centre René Nelli, n.20, 1993, p.3-5
MOSTACCIO, Silvia, « GIACOMO from Milan », Trecanni : Biographical Dictionary of Italians, vol. 54, 2000,https://www.treccani.it/enciclopedia/giacomo-da-milano_(Dizionario-Biografico)/
NEFF, Amy, « An Aristocratic Copy of a Mendicant Text: James of Milan's Stimulus amoris in 1293 », Franciscan Studies, vol.65,  2007, p. 235-250, https://www.jstor.org/stable/41975427.

NEFF, Amy, « Byzantium Westernized, Byzantium Marginalized : Two Icons in the Supplicationes variae », Gesta, vol.38,  1999, p. 81-102, https://www.jstor.org/stable/767113.